# Libye antique
Pour les articles homonymes, voir Libye (homonymie).
La Libye antique (en berbère : ⵍⵉⴱⵢⴰ (Libya) ; latin : Libya ; du 
grec ancien : Λιβύη / Libýē) désigne une ancienne région à l'ouest du Nil correspondant à l'Afrique du Nord-Ouest (actuel Maghreb), autrefois appelée « Libye », territoire des Libyens anciens, ancêtres des Berbères modernes.

Conception du monde décrit par Hérodote.

Plus étroitement, Libye pouvait également se référer au pays immédiatement à l'ouest de l'Égypte, à savoir, la Marmarica (Libye inférieure) et la Cyrénaïque (Libye supérieure). La mer de Libye ou Mare Libycum était la partie de la mer Méditerranée au sud de la Crète, entre Cyrène et Alexandrie.
À l'époque hellénistique, les Berbères étaient connus sous le nom de Libyens, un terme utilisé durant la Grèce antique pour désigner les habitants de l'Afrique du Nord-Ouest et issu du nom de la tribu berbère des Libou, aussi connus des Égyptiens anciens. Leur territoire était appelé « Libye », et s'étendait de la partie ouest de l'Égypte à l'océan Atlantique. L'Égypte actuelle comprend d'ailleurs toujours aujourd'hui l'oasis de Siwa, qui faisait partie de l'ancienne Libye. Le siwi, une langue berbère, est encore parlé dans cette région.

## Nom

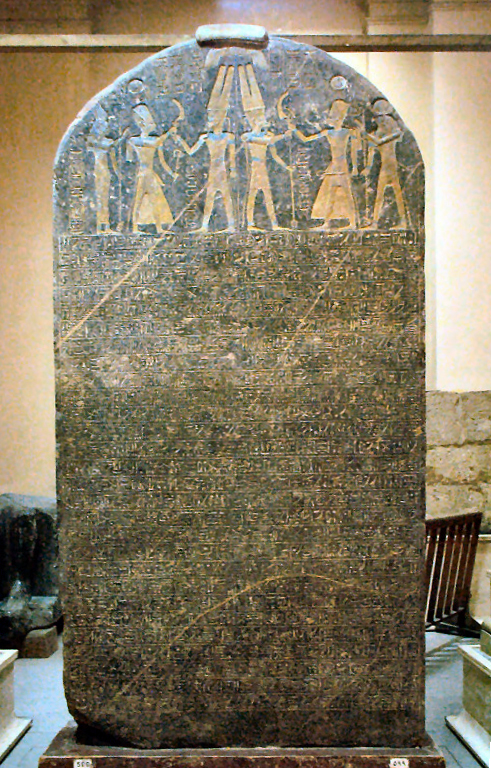
Stèle de Merneptah du Musée égyptien du Caire.

Le nom grec est basé sur l'ethnonyme Libou (égyptien ancien : Rbw ou Rebu, grec ancien : Λίβυες Líbues, latin : Libyes), qui a donné en grec attique : Λιβύη Libúē, en grec dorique : Λιβύᾱ Libúā. L’appellation « Libye » (en usage depuis 1934 pour l’État actuel de Libye anciennement connu sous le nom de Tripolitaine, et Barqa), en tire son nom, et est issu de la désignation latine. En Grèce classique, le terme a aussi adopté un sens plus large, englobant l'ensemble du continent qui plus tard (IIe siècle av. J.-C.) fut nommé Afrique.
Les Libous sont attestés depuis la fin de l'âge du bronze comme habitant la région (en libyque : Lbw, en égyptien: Rbw, punique: 𐤋𐤁𐤉 Lby). Les plus anciennes références connues aux Libous datent de Ramsès II, et de son successeur Mérenptah, pharaons de la XIXe dynastie égyptienne, au XIIIe siècle av. J.-C. LBW apparaît comme un nom ethnique sur la stèle de Mérenptah.
Ménélas s'y serait rendu en revenant de Troie; c'était une terre d'une richesse merveilleuse, où les agneaux ont des cornes dès leur naissance, où les brebis agnèlent trois fois par an, et aucun berger ne manque jamais de lait, de viande ou de fromage.
Homère nomme la Libye, dans Odyssée (IX.95, XXIII.311). Homère utilisait le nom dans un sens géographique, alors qu'il appelait ses habitants "Lotophages". Après Homère, Eschyle, Pindare et d'autres écrivains grecs anciens utilisent le nom. Hérodote (1.46) a utilisé Λιβύη Libúē pour indiquer le continent africain; les Libous proprement dits étaient les Nord-Africains à peau claire, tandis que ceux du sud de l'Égypte (et d'Éléphantine sur le Nil) étaient connus sous le nom d '« Éthiopiens »; c'était aussi la compréhension des géographes grecs tardifs tels que Diodore de Sicile, Strabon, Pline l'Ancien, etc.
Lorsque les Grecs se sont installés dans la vraie Libye dans les années 630, l'ancien nom pris aux Égyptiens a été appliqué par les Grecs de Cyrénaïque, qui ont peut-être coexisté avec les Libous. Plus tard, le nom est apparu dans la langue hébraïque, écrit dans la Bible comme Lehabim et Lubim, indiquant la population ethnique, et le territoire géographique. Dans les inscriptions néo-puniques, il était écrit Lby pour le nom masculin, et Lbt pour le nom féminin libyen.
Le latin a absorbé le nom du grec, et des langues puniques. Les Romains les auraient connus avant leur colonisation de l'Afrique du Nord, à cause du rôle des Numides dans les guerres puniques, opposés ou alliés aux Romains. Les Romains ont utilisé le nom Líbues, mais seulement en se référant à Barqa, et au désert libyque d'Égypte. Les autres territoires libyens étaient appelés "Afri".
La littérature arabophone classique appelait la Libye, Lubya, indiquant un territoire spéculatif à l'ouest de l'Égypte. L'arabe moderne utilise le terme Libye. Les Luwata, la tribu d'Ibn Battuta, comme les Arabes l'appelaient, était une tribu berbère qui se trouvait principalement en Cyrénaïque. Cependant, cette tribu peut avoir varié de l'océan Atlantique à la Libye moderne, et a été nommée par Corripe, Laguatan; il les a liés aux Maures. Muqaddimah, d'Ibn Khaldoun déclare que Luwa était un ancêtre de cette tribu. Il écrit que les Berbères ajoutent un "a" et un "t" au nom pour les formes plurielles. Par la suite, c'est devenu Lwat.
Inversement, les Arabes ont adopté le nom comme une forme singulière, en ajoutant un "h" pour le pluriel en arabe. Ibn Khaldoun est en désaccord avec Ibn Hazam, qui a affirmé, principalement sur la base de sources berbères, que les Lwatah, en plus des Sadrata et des Mzata, étaient des Qibts (Égyptiens). Selon Ibn Khaldoun, cette affirmation est incorrecte, car Ibn Hazam n'avait pas lu les livres des savants berbères.
Oric Bates, un historien, considère que le nom Libu ou LBW, serait dérivé du nom Luwata tandis que le nom Luwata serait une dérivation du nom Libou.

## Géographie
Les limites exactes de l'ancienne Libye sont inconnues. Elle s'étendait à l'ouest de l'Égypte antique et avait, entre autres noms, celui de "Tjehenu" pour les anciens Égyptiens. La Libye était un territoire inconnu pour les Égyptiens : c'était la terre des esprits.
D’après Hérodote, la Libye débute là où l'Égypte (ancienne) finit, et s'étend au Cap Spartel, au sud de Tingi sur la côte atlantique.
Pour les Grecs anciens, la « Libye » fut aussi, à un certain moment de l’histoire, le nom de l'Afrique, l'un des trois continents connus avec l'Asie et l'Europe. Hérodote décrit les habitants de la Libye (l'Afrique) comme étant peuplée de deux ethnies indigènes (autochtones) : les Libyens anciens en Afrique du Nord et les Éthiopiens dans le sud.
Pour Salluste, cependant, les Libyens et les Gétules (peuple de Gétulie) étaient les deux grandes races qui habitaient à l'origine l'Afrique, soit, la partie Nord-Ouest du continent.
Les géographes modernes soupçonnent que les anciens Libyens ont peut-être connu la perte de forêts, de sources d'eau douce fiables et la disponibilité du gibier, car la région est devenue plus désertique.

## Polysémie du terme Libye
La Libye a été synonyme d'Afrique, territoire des Berbères.
Le terme a aussi désigné la Libye intérieure, les contrées au Sud de l'Atlas (Maroc méridional, Sahara); et Libye extérieure, l'ancienne Libye, notamment le littoral compris entre l'Égypte et la Tripolitaine, littoral qui se subdivisait lui-même en Libye supérieure (Marmarique), entre l'Égypte et la Cyrénaïque, et Libye inférieure (Cyrénaïque et Pentapole), s'étendant de la Libye supérieure à la Tripolitaine. L'État contemporain qui a pris le nom de Libye correspond pour sa part, en gros, au territoire qui, au fil des siècles a été formé par la Tripolitaine, la Cyrénaïque et le Fezzan.

## Les Libyens

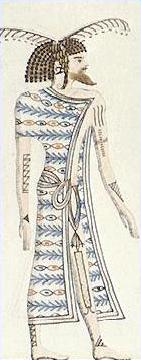
Reproduction d'un ancien libyen (berbère), tel que représenté sur la tombe du pharaon Séthi Ier.

Une population berbère connue sous le nom de Temehou a été mentionnée pour la première fois durant le règne du premier roi de la VIe dynastie égyptienne. Selon Oric Bates, la blondeur était courante chez les membres de ce peuple. Une autre population importante était les Libou. Elle était associée aux Peuples de la mer entre le XIe siècle et le IVe siècle av. J.-C. Ici intervient un débat scientifique fréquemment doublé de controverses identitaires : les Libous étaient-ils des « Peuples de la mer », ou bien des autochtones ? et sont-ils les ancêtres, ou bien font-ils partie, des Berbères ou Amazighs?
Quoi qu'il en soit, la plus ancienne mention écrite des Libyens anciens est issue de la Période prédynastique égyptienne et se trouve sur la « palette libyenne » (en anglais : the Libyan Palette), trouvée à Abydos et conservée au musée égyptien du Caire. Celle-ci mentionne le nom de la population libyenne des Tehenou. Plus récente, la palette de Narmer mentionne aussi les Libyens anciens associés aux Peuples de la mer, une menace constante pour l'Égypte pharaonique. Les « Libou », une confédération libyque, participent à l'attaque du Delta en 1229 avant notre ère. Des peintures égyptiennes les représentent avec la peau blanche, et de nombreux auteurs de Grèce antique les ont décrits comme ayant la peau claire, tout en évoquant l'existence de Libyens aux yeux bleus et aux cheveux blonds.
Les Peuples de la mer et les Libyens attaquèrent l'Égypte mais ils furent repoussés. Les migrations de tribus libyennes ont continué vers le delta du Nil où nombre d'entre eux s'engagèrent dans l'armée égyptienne jusqu'à ce qu'un chef libyen des Mâchaouach, Sheshonq Ier, devint pharaon et fonda la 22e dynastie, son oncle, Osorkon l'ancien fut aussi pharaon avant lui durant la 21e dynastie. La 23e dynastie est aussi d'origine libyenne.
Le nom « Libou » va plus tard être utilisé par des auteurs grecs pour nommer tous les peuples d'Afrique du Nord situés à l'Ouest de l'Égypte.

## Origine
À Tafoughalt dans le Rif des sépultures datées de 12 000 ans et comportant des nombreux ossements d'hommes de l'Ibéromaurusien, ayant précédé le Capsien ont été retrouvées. Les frontières de la Libye à la période préhistorique s'étendent de l'Atlantique à l'Égypte, jusqu'au Niger, sans que cette donnée soit porteuse de sens (elle n'aura longtemps pour seule identité que d'être située à l'ouest de l'Égypte aux « Portes de la Mer » comme on disait) ; Dans l'Antiquité, la Libye s'étend de l'Atlantique (Maroc actuel) au Soudan, jusqu'aux portes de la ville de Thèbes en Égypte. Des contreforts rocheux appelés « chaîne Libyque » constituant une frontière naturelle entre les deux pays. Hérodote d'Halicarnasse appelle les différents groupes Libyens : « Atlantes » (du mont Atlas), « Atarantes », « Garamantes », « Ammoniens » (ouest et centre-ouest) « Gyzantès », « Zauècès », « Maxyès », « Ausès », « Machlyès », « Gindannes », « Psylles », « Nasamons », « Auschisès », « Asbystès », « Giligamès », « Adyrmachidès » (tous peuples du bord de mer).
Hérodote mentionne que la Libye (le continent) est habitée par quatre peuples différents, dont deux sont d'origine indigène : les Libyens et les Éthiopiens, et deux sont d'origine étrangère : les Grecs et les Phéniciens. De ces peuples, Hérodote a eu le mérite de constater que l'unité du peuple Libyen, qui a peuplé à une époque préhistorique, et qui peuple encore toute l'Afrique du Nord
Les Berbères étaient le plus ancien peuple de la région, avec une histoire qui remonte à l'époque préhistorique. Les Berbères étaient un peuple qui parcourait les vastes régions de l'Afrique du Nord, y compris la Libye antique. Ils ont développé leur propre langue et leur propre culture, et ont été en contact avec d'autres cultures voisines, comme les Égyptiens, les Phéniciens et les Grecs.
Les Phéniciens ont également joué un rôle important dans l'histoire de la Libye antique. Ils ont fondé des comptoirs le long de la côte de la Libye, notamment à Tripoli, Sabratha et Leptis Magna, qui sont devenues des centres importants de commerce.
Les Grecs ont également établi des colonies dans la région, notamment à Cyrène, qui est devenue une importante cité grecque. Cyrène était célèbre pour ses écoles de philosophie et ses poètes, dont le célèbre Callimaque.
Les Romains ont conquis la Libye antique en 146 avant notre ère et ont introduit leur propre langue, leur culture et leur religion dans la région. La Libye antique est devenue une province romaine, avec des villes côtières comme Sabratha et Leptis Magna devenues des centres importants de commerce.

## Antiquité

### Influence phénicienne et punique
Des Lybo-phéniciens ont été mentionnés pour la première fois par Hécatée de Millet, cité par Étienne de Byzance. Un texte très controversé, Le Périple d'Hannon, les mentionne. Polybe les considère comme des sujets des Carthaginois ayant les mêmes lois qu'eux. Pour Diodore de Sicile (XX, 55, 4), il s'agirait d'habitants des villes maritimes qui possédaient le conubium (le droit de mariage) avec les Carthaginois et devaient leur nom à ce mélange d'ethnies, Tite-Live les considère comme un mélange de Puniques et d'Africains. Strabon, (XVII, 3, 19) place leur origine entre le littoral carthaginois et les montagnes de Gétulie. Pline (Histoire naturelle, V, 24) dit qu'ils habitent le Buzakion. Ce que précise peut-être Claude Ptolémée qui les situe au sud de la région de Carthage et au nord de la Buzakitis. En fait ces Libuphoinikès (locuteurs d'une langue libyenne) étaient limités au sud de Carthage. Leur influence culturelle fut importante puisqu'ils ont été les intermédiaires culturels entre la civilisation phénicienne et la Libye.
Les Phéniciens, puis les Puniques venus de Carthage ont pénétré très en avant dans le Maghreb, et ont laissé partout des traces de leur passage dans les traditions locales, plus que dans les monuments. Cependant, près de trente sites sur la côte du Maghreb, de Cyrène en Libye à El-Jadida au Maroc, sur l'Atlantique, attestent de leur présence, ainsi que les coutumes et les traditions préislamiques.

### Influence méditerranéenne et égéenne
Entre le IIIe et le IIe millénaire av. J.-C., il existait des relations entre les habitants du littoral du pays berbère et les peuples qui occupaient les côtes et les îles de la mer Égée ; on en retrouve la trace à travers des objets artisanaux, en Libye, Sardaigne, Sicile, à Malte, aux Baléares ; ces objets témoignent d'un commerce maritime entre les deux rives de la Méditerranée et d'échanges de techniques artisanales.
La côte libyenne est fréquentée épisodiquement par des populations égéennes, la Cyrénaïque devient grecque dès le VIIe siècle. Chez Hérodote, on trouve une trace de cette fondation. Deux cents jeunes hommes de Théra (Santorin), poussés par la famine, entreprennent un voyage vers la Libye sur les conseils d'Apollon. Le site de débarquement isolé, sans eau, ne permettant pas une installation durable, ils s'en retournent pour se plaindre, mais leur chef Battos doit essuyer les sarcasmes du dieu. Dépités, ils repartent vers la Libye pour s'installer dans un lieu plus hospitalier, où ils restent plusieurs années. La population voisine des Giligames, voyant leur prospérité, leur indique un endroit encore plus favorable, dont les terres sont riches et les pluies si abondantes que « le ciel est percé ». C’est ainsi, près de la source au nom libyen « Kura », qui signifie « le lieu des asphodèles », que Cyrène est fondée vers 630 av. J.-C. ; à vingt-cinq kilomètres de la cité, une anse naturelle (la future Apollonia), équipée de plans inclinés pour l'hivernage des navires, reliera la cité naissante au reste de la Méditerranée.
Très vite, les terres fertiles, les relations constantes avec la Grèce (Théra, Rhodes, le Péloponnèse) vont favoriser l'expansion de la ville. L'aristocratie locale y apporte ses productions agricoles et en importe des objets de luxe, des céramiques fines ou du marbre dont les monuments sont très tôt parés. Les relations sont aussi culturelles, religieuses et sportives, les Cyrénéens se distinguant aux Jeux olympiques par de nombreuses victoires. Une espèce végétale sauvage, le silphion ou silphium, est à l'origine de la prospérité de Cyrène. Cette plante aux vertus médicinales extraordinaires est aussi un condiment délicat. Elle est exportée dans toute la Méditerranée à prix d'or. Son commerce est un privilège royal, elle constitue même l'emblème des monnaies de la cité.
Très vite, des villes nouvelles témoignent des progrès réalisés dans la mise en valeur du plateau, de plus en plus loin de Cyrène : Taucheira qui deviendra Arsinoé (aujourd'hui Tokra), Barca, abandonnée plus tard au profit de son port Ptolémaïs, et la dernière fondation, Euhespérides, qui deviendra Béréniké (aujourd'hui Benghazi).
Cette expansion territoriale va changer l'attitude amicale des populations. Celles qui sont repoussées un peu plus chaque jour vers l'intérieur des terres, en zone moins fertile, vont chercher secours auprès du pharaon Apriès, sans succès.
Au fil du temps, une relative stabilité va s'établir. Une bonne partie du haut plateau restera aux mains des Libyens fidèles au vieux système agro-pastoral des nomades.
En 306-285 av. J.-C., Ptolémée Ier, général d'Alexandre le Grand qui avait déjà reçu l'Égypte, y fonde la dynastie des Lagides, contrôle le pays dès 321, puis en réorganise les institutions.

### Influence romaine
En 96 av. J.-C., la Libye devient romaine après que le souverain lagide eut cédé ses droits par testament. En 76, le Sénat envoie Marcus Egnatius Marcellinu (en), le premier magistrat représentant officiel de Rome. En 74 av.J.-C., la Cyrénaïque grecque devient à son tour province romaine. En 67 av. J.-C., Cyrénaïque et Crète sont réunies sous un même commandement, afin de lutter contre les pirates.
Sous l'administration romaine, les provinces de Tripolitaine et de Cyrénaïque vont connaître des bouleversements durables. Alors que les cités de Cyrénaïque conservent en partie leur physionomie grecque, un nouvel urbanisme efface la plupart des vieux centres puniques dès l'époque d'Auguste. Cette tendance s'accentue au IIIe siècle, sous le règne de Septime Sévère : originaire de Leptis Magna, l'empereur embellit cette ville et la transforme en Rome des sables.
Les traditions locales conservent le souvenir d'échanges matrimoniaux entre Libyens anciens et Romains. Près des camps militaires, il y avait des villages dits de Pueri ex castris, enfants nés des camps.
Quelques peuples libyens antiques :
- Maxyès : Hérodote, au Ve siècle avant notre ère, donne le nom de Maxyès à des populations du Maghreb. Ce nom apparaît, avec des formes dérivées, mais évidentes, chez les auteurs les plus divers.
- Macares : peuple nomade auquel Corippe (IV, 191) donne pour habitat une région escarpée et sylvestre à l'ouest du fleuve Triton (le Chott Djerid actuel).
- Maxuès : qui d'après Hérodote prétendaient descendre des Troyens [23].
- Mazaces : cités par Lucain dans la Pharsale (IV, 681), Suétone dans sa Vie de Néron (Nér.30) indique qu'ils servaient dans l'escorte de l'empereur. Jehan Desanges mentionne la présence à l'Assemblée de Carthage en 411 de notre ère, d'un évêque : Aproianus Mazacensis et, au concile de 484, d'un autre évêque : Benenatus Mazacensis, sur la liste des délégués de la Numidie[24].
- Mazices : leur nom est apparenté à celui des Maxyès. Cet ethnonyme servait à désigner de nombreux peuples en Maurétanie césarienne (id., op.cit.p. 112) et en Maurétanie tingitane ou Castellum Tingitanorum (Est du Maroc actuel jusqu'à la ville d'El-Asnam)- Aethicus in Geographi latini minores, p. 88 dans sa Cosmographie indique : « Gentes Mazices multos ». Dans le même corpus (G.L., p. 167) le Liber Generationis cite ces peuples avant les Garamantes. Sous le Bas-Empire, les Mazices razzièrent aussi bien la Tripolitaine que les oasis de l'Égypte. Ce sont d'après Végèce, des tribus de chameliers, ce qui les distingue des Mazices regionis montensis, des montagnards, que Jehan Desanges situe en Maurétanie (id., op. cit., p. 113). Au IIIe siècle, Hippolyte de Rome quant à lui, mettait les Mazices sur le même plan que les Mauri, les Gaetuli et les Afri.
- Asbystes, habitant la région au sud de Cyrène, qui appelèrent l'Égypte sous le règne d'Apriès, à leur rescousse contre l'arrivée massive de colons grecs, et menés par leur roi Adicran qui se voyait dépossédé de ses terres[25].
- Cyrénéens, habitants de Cyrène dans les textes, souvent rivaux des Libyens, ils leur faisaient la guerre, et notamment aux Asbystes, ainsi qu'aux Égyptiens, s'alliant s'il le fallait avec les Grecs. Finalement en ayant assez des querelles, ils s'en allèrent de Cyrène fonder leur ville « Barsé » (El Marj) à quelque 100 km à l'ouest de Cyrène. Les Perses ont marché sur Barsé. Le peuple vaincu et réduit en esclavage, Phérétimé pour venger la mort de son fils Arcésilas[Lequel ?] tué par les Barcéens, les fit déporter depuis l'Égypte jusqu'en Bactriane où Darius Ier leur donna une localité qu'ils appelèrent Barcé[26].
- Nasamons, peuple de taille importante, vivant dans la région d'Augila (Oasis d'Aoudjila) où ils récoltaient les dattes. Ils étaient nomades et ils vivaient au fond de la Grande Syrte.
- Psylles, situés à l'ouest des Nasamons sur la côte de la Tripolitaine et à l'est de Tripoli. Ils étaient considérés à l'Antiquité comme d'habiles charmeurs de serpents.
- Maces sur le littoral, plus à l'ouest qu'Hérodote décrit le crâne rasé avec une « houppette » sur le sommet et se recouvrant le corps pour la guerre, de cuirasses en peau d'autruche. Seul peuple libyen vivant près d'une région boisée « la colline des Charites » sur les bords du Cinyps (l'oued El Khahan) qui se jette dans la mer au sud-ouest de Lebda (Leptis Magna). La coiffure des Maces se retrouve encore dans la région de Siwa.
- Lotophages ou « mangeurs de lotos » qui consommaient le fruit du loto et en faisaient du vin. Ils apparaissent dans l'Odyssée où les marins d'Ulysse qui ont goûté de ce fruit oublient famille et retour. Les Lotophages possédaient des bœufs opisthonomes, qui paissaient à reculons selon les Grecs, sans doute des bœufs aux cornes très longues en forme de lyre comme on en voit sur les peintures rupestres du Tassili. Les Anciens les plaçaient à l'ouest de la Tripolitaine ou dans l'île de Djerba. Le loto serait le fruit du micocoulier ou celui du jujubier, ou même simplement la datte, le nom lotophages ayant opposé d'abord les peuples mangeurs de dattes aux peuples mangeurs de blé.
- Machlyès habitaient le Sud tunisien, on les localise près de la Petite Syrte (golfe de Gabès), l'île Phla où se trouvait un oracle étant Djerba, ou le Chott el Djerid.
- Ammoniens, dans la région des dunes salées et des « Sources du Soleil » (sources chaudes d'Aïn Hammam). Région située entre le Nil et la Tripolitaine, bordant la ligne des oasis : Fayoum, Bahariya, Siwa, Djaraboud, Aoudjila, relais de la route des caravanes allant de l'Égypte à la Libye. Dix jours de marche séparent Aoudjila de Siwa, et de Siwa à Bahariya où l'eau des puits artésiens jaillit toujours au centre d'une butte de terre et de sel. Siwa, l'oasis d'Amon est à 10 jours de marche de l'Égypte mais à 12 jours de marche de Memphis et 20 jours de marche de Thèbes.
- Garamantes, habitant le Fezzan au sud où on lutte toujours contre la salinité du sol en le recouvrant de terre retirée des ouadi et des mares, pour avoir une terre arable où cultiver des céréales. D'après Hérodote ils se lançaient régulièrement à la poursuite des Troglodytes-Éthiopiens avec leurs chars à quatre chevaux.
- Troglodytes, Éthiopiens qu'Hérodote dit « les plus rapides à la course », se nourrissant de serpents, lézards et autres reptiles, au langage qui ne ressemblait à aucun autre et qu'il dit ressembler à des cris de chauves-souris sont probablement des noirs nilotiques venus d'Éthiopie ou de Nubie, chasseurs-cueilleurs, s'invectivant dunes à dunes avec des cris ou des sifflements qu'Hérodote prendra pour un langage. Ils sont près de la frontière du Tchad actuel. Une autre hypothèse fait d'eux des Berbères Tibous ou Tédas au teint plus foncé, habitant les régions du Tibesti ou du Tchad[27].
- Perses : on trouve dans la Guerre de Jugurtha (chap.XVIII) le résumé d'un long récit qui fut traduit par Salluste d'après les livres puniques qui regis Hiempsalis dicebantur que l'on disait avoir appartenu au roi Hiempsal. L'historien latin ajoute que ces textes vont à l'encontre de l'opinion la plus répandue chez les historiens mais est conforme à l'opinion des gens du pays : « Lorsque Hercule, selon l'opinion des Africains, mourut en Espagne, son armée composée de différents peuples ayant perdu son chef ne tarda pas à se disperser. Les Mèdes, les Perses et les Arméniens qui en faisaient partie passèrent en Afrique sur des vaisseaux et occupèrent les pays voisins de notre mer. Les Perses s'établirent plus loin que les autres du côté de l'Océan, et se servaient, en guise d'habitation, des coques de leurs navires, qu'ils retournèrent, car ils ne trouvaient point de matériaux convenables sur place et ils ne pouvaient en tirer d'Espagne par achat ou par échange : l'étendue de la mer et l'ignorance de la langue empêchaient tout commerce (?). Peu à peu ils se fondirent par des mariages avec les Gétules. Comme ils s'étaient souvent déplacés pour éprouver la valeur d'un pays, ils s'appelèrent eux-mêmes Nomades, Semet ipsi Nomadas adpellavere ». D'autres textes affirment que l'armée de Cambyse II, lors d'une campagne, a longé le Nil jusqu'à la deuxième cataracte pour mener un combat contre les « Éthiopiens de Nubie » (Éthiopiens-Soudanais), pris dans la chaleur du désert, ils mangèrent tous les vivres, puis les bêtes, puis le peu de végétation qu'ils trouvèrent, puis ils désignèrent dix hommes, les tuèrent et les mangèrent. Le but de l'expédition devait être Méroé-Napata, la ville sainte des Nubiens-Éthiopiens ou Éthiopiens Longue-vie. D'autres voulurent marcher contre les Ammoniens mais ils s'égarèrent et disparurent dans le désert[28].

« Aujourd'hui encore les demeures des paysans numides, les mapalia ainsi qu'ils les nomment, ressemblent à une carène de navire par leur forme oblongue et leur toiture cintrée. »
« Aux Mèdes et aux Arméniens s'unirent les Libyens, qui vivaient près de la mer et non sans doute les Gétules qui vivaient à l'intérieur des terres (près du Soudan). Ils eurent de bonne heure des villes car ils n'étaient séparés de l'Espagne que par le détroit de Gibraltar. Leurs descendants instituèrent un commerce d'échanges. Puis des migrations vers Carthage et la Numidie donna naissance aux Numides de l'un et l'autre pays ».
En ce qui concerne un peuplement éventuel venu de Perse, bien des noms portés par les tribus actuelles, comme les Aït Frausen et les Iflissen rappelleraient une descendance depuis le Faristan. De plus il existe en Kabylie maritime, chez les Iflissen deux critères ethnologiques communs aux tribus semi-nomades du nord de l'Iran : un piège à trappe pour les perdrix et un moulin mû par l'eau, à roue horizontale en turbine, ce dernier plus largement répandu dans la région.
Une partie des descendants de ces peuples constitueraient les Maures du Maroc et de Mauritanie.
- Pharusii, cités par Pline et il ajoute quondam Persae, faisant allusion à la légende, ce que soulignent les mots : comites fuisse dicuntur Herculis ad Hesperidas tendensis (cf. Pomponius Mela, De situ orbis, III, 103) :
- Mèdes, dont le nom aurait donné par altération dans une langue libyenne le nom « Maures[31] ». Verron, cité par Pline (III, 8) fait dériver ce nom d'un ancien mot utilisé par les Libyens eux-mêmes mais traduit par les Romains comme Mauri et dont les Grecs ont fait Maurosioi, à moins que ce ne fût un dérivé initial issu du phénicien Mahourim signifiant « Occidentaux ».
- Arméniens, cités par Vivien de Saint-Martin (p. 127) pense aux Ourmana mentionnés par Ibn Khaldoun (I, p. 279), Miller[Lequel ?] (IV, 6, 6) aux Armiai de Claude Ptolémée ou bien aux riverains du fleuve Armua en Numidie (Pline, V, 22).
- Gétules : Josèphe (Antiq. Jud, I, 6, 2) donne une très courte indication qui peut faire supposer que certains auteurs attribuaient aux Gétules une origine orientale. L'historien commentant le chapitre X de la Genèse dit que Hévila fils de Kousos - Koush - et petit-fils de Cham fut l'ancêtre des Euilasi, qui maintenant sont appelés Gétules (cf. saint Jérôme, in Genesim, X, 7.Quaest Hebraic : « Evita, Getuli in parte remotioris Africae eremo cohaerentes »).

On compterait encore à ces diverses influences, celles de cavaleries parthes, de légions palmyréennes cantonnées dans le Constantinois ou quelques légions gauloises, perses, mèdes, Arméniennes, Maurétaniennes, Gétules, Numides, réfugiés égyptiens et juifs d'Égypte, indiens d'Alexandrie et de Carthage.
- Peuples de la mer (~ 1200 av. J.-C.) expression égyptienne pour désigner une coalition de peuples maritimes venus des Îles (mer Égée) à laquelle s'associèrent une tribu libyenne, les Libou et composée de : Étrusques, Sardes, Grecs (qui repoussés deviendront les Philistins de Palestine), Luka, Shekelesh, Sherden et des Teresh, Hyperboréens (Phrst ou Péléset, Dananéens), Siciliens, Lyciens, Achéens (Asie Mineure), Mâchaouach, les Maxyes à l'ouest du Delta du Nil, aux environs de Tunis ; les Grecs quant à eux, les rattachaient aux Troyens), Kéhek, Tyekker, etc.
- Phéniciens vers le VIIe siècle av. J.-C., par les côtes, avec l'expansion économique de Carthage qui établit des comptoirs sur les deux rives de la Méditerranée Ve siècle av. J.-C. (Strabon I, 3, 2 ; Diodore de Sicile V, 20)- Cette période est aussi appelée l'« époque Punique ».
- Chrétiens, venus de l'Église byzantine qui pénètrent au Maghreb à la suite de l'Empire romain. Longtemps les régions montagneuses resteront impénétrables tandis que des églises et des basiliques seront construites dans les villes (Kairouan) et dans les ports. Mais Kabyles, Bibans, Dahra, Ouarsenis, Tessala, Rif, les Berbères garderont leur langue et leurs coutumes religieuses.
- Goths, en 410 (flotte d'Alaric), en 429 la flotte de Genséric débarque avec un contingent de 80 000 personnes dont 150 000 soldats d'origines diverses, Alains, Asses, Vandales et Goths. Ceux-ci détruisirent ce qu'il restait de Rome et le pays fut annexé à la couronne vandale.

À tout cela les populations pastorales libyennes éloignées des côtes (car la plupart des Libyens vivent sur les côtes) dans les montagnes, dans le désert brûlant resteront relativement indifférents aux pénétrations hormis la pénétration romaine, qui avait pour particularité d'installer des garnisons restreintes proches des populations et non pas seulement un tutorat centralisé et lointain et les contacts au sud avec les Gétules.

## Habitats
Jusqu'aux Antonins (IIe siècle), l'architecture des villes tripolitaines est produite par des ingénieurs et des artisans locaux utilisant les ressources du pays : la piètre qualité des roches employées pour les monuments de Sabratha le prouve. Pendant tout le premier siècle,
on peut parler d'un style « romano-tripolitain » adapté aux conditions géographiques, humaines du pays. Sous le règne d'Hadrien, les infrastructures économiques désormais bien en place autorisent des échanges, des déplacements jusqu'alors inconnus. L'importation de nouveaux matériaux, marbres blancs de Proconèse ou de Carrare, marbres colorés de Karistos, granite égyptien, bouleverse tout autant les méthodes de travail que le style des constructions : alors que les sculpteurs locaux taillaient chapiteaux et colonnes dans le calcaire dur des carrières voisines, les roches sont désormais envoyées en masses brutes, comme cet énorme bloc destiné à Sabratha et découvert dans l'épave d'un bateau, ou en pièces préfabriquées qu'il suffit de terminer et d'adapter sur place. Quant aux colonnes, elles sont livrées dans des dimensions de série. Ainsi se développe un style international, encouragé pour des raisons de propagande, qui ne laisse guère de place aux particularismes locaux dont les seuls exemples demeurés intacts jusqu'à nos jours dans leur forme presque originelle, sont les habitats berbères des Hauts-plateaux libyens. Le style propre de la Tripolitaine va disparaitre assez rapidement avec la nouvelle méthode construction apparut en 123 à Leptis avec les thermes d'Hadrien, puis à Sabratha et dans une certaine mesure en Cyrénaïque. Conduits par l'ami personnel de l'empereur, Plautien, ils attestent cette volonté d'affirmer la puissance et la cohésion de l'Empire. « L'ensemble de Sévère à Leptis », écrit ainsi l'archéologue anglais John B.Ward-Perkins, « fut en somme, romain métropolitain de conception, romain oriental d'exécution et érigé sous le mécénat d'un empereur né en Afrique »
« (Septime Sévère) dans une cité provinciale ».

### Chez les populations agricoles et pastorales
Il existait trois types d'habitats en Afrique du Nord (commun à tous les groupes Berbères sauf exception en Numidie) :
- l'habitat construit : maison à toit à double pente; maison à terrasses; maisons à coupoles; édifices circulaires de pierres sèches.
- l'habitat creusé ou la grotte aménagée (troglodyte);
- la hutte de branchages.

Dans l'Aurès, au sud-ouest de la Libye les villages étaient parfois gardés par des tours de pierres sèches ou de branchages, quelquefois construites à l'extérieur des villages.
Les grottes du Paléolithique furent parfois utilisées par les nomades, et elles semblent avoir beaucoup intrigué les Grecs qui y voyaient là un signe de sauvagerie extrême. Pourtant les nomades libyens, comme leurs ancêtres d'Anatolie, y ont trouvé la possibilité d'en faire des refuges contre les attaques ou des magasins : ainsi, naguère au nord-ouest de Kairouan et de Djebel Nefoussa en Tripolitaine. Sa présence sur une large bande allant de la Tripolitaine en passant par la Tunisie, et aux îles Canaries semble plaider en faveur d'un habitat de choix pour des groupes en mouvements à une certaine époque en Afrique du Nord et en particulier dans la région Tunisie, Libye. Ce mode d'habitation est particulièrement résistant et assure une parfaite isolation thermique.
Il existait un type d'habitation mobile en Afrique du Nord (avec prolongement au Sahel) : huttes de nattes de palmier nain ou de branchages (la plus rudimentaire existant déjà à la Préhistoire).
La maison à coupoles d'importation byzantine constituait le point fixe des semi-nomades. Les fondations étaient en argile séchée, le mur et le toit en timchent', gypse local transformé en plâtre par une cuisson sommaire à ciel ouvert. Le toit était construit avec un coffrage en forme de coupole. L'unité d'habitation mesurait environ 4 m sur 1,90 m ; elle était couverte de deux kebba ou coupoles. Les timghremt seraient d'origine syrienne ou arménienne et dateraient donc du VIe siècle apr. J.-C..
Il existait chez les populations berbères, des rites très précis à l'édification d'une maison (sacrifice d'un chevreau noir ou d'un bélier, d'une chèvre, d'un mouton à tête noire et épanchement du sang sacrificiel dans les fondations) qui était réalisée par un maître maçon, ainsi qu'un rite spécial concernant le pilier central (une femme âgée déposait un peu de sel à l'endroit où le poteau central sera fiché en terre) ce qui est encore le cas dans toutes les civilisations traditionnelles d'Orient et reliées à d'anciens cultes de la fécondité (culte de Baal notamment). Le pilier central et la poutre maîtresse représentent le couple qui va vivre dans la maison. Les rites de constructions sont le rappel du contrat d'alliance passé entre un groupe un clan, une famille avec l'Invisible, saints protecteurs, ancêtres, génies gardiens.

## Sites remarquables
Les cités de la Tripolitaine (« Les trois villes ») étaient Oea (aujourd'hui Tripoli) fondée par des Phéniciens de Sicile; Sabratha IVe siècle av. J.-C. ; Leptis Magna VIe siècle av. J.-C. Il s'agissait au départ de comptoirs saisonniers appartenant à l'ensemble punique, puis de comptoirs fixes (emporia) liés à un projet commercial global mis en place par Carthage afin de faire transiter depuis le cœur de l'Afrique vers les ports de la côte, des marchandises : ivoire, pierre précieuses, fourrures, bêtes sauvages, esclaves, etc..

### Oea
Dans le courant du Ve siècle av. J.-C., les Phéniciens fondent la colonie de Macar Uiat d'où dérive le nom d'Oea donné par les Romains. La cité qui naquit à partir de ce comptoir n'eut pas la même importance que ses voisines Leptis et Sabratha. Son existence reste obscure jusqu'aux premiers temps de la conquête romaine. À l'époque d'Auguste, Oea reçut le privilège de « cité libre » et entre autres atouts de pouvoir battre sa monnaie.
Sa situation au carrefour des routes transsahariennes, ainsi que la culture des oliviers lui assurèrent cependant une prospérité certaine. Proclamée colonie sous les Antonins, Oea obtint le droit d'être considérée comme une ville romaine à part entière en même temps que Leptis et Sabratha.
Son déclin commença au IVe siècle, avec l'invasion des Vandales.
Située à l'ouest du port, la ville est dominée par un fort construit à l'emplacement d'anciens thermes romains. De la ville antique ne sont visibles aujourd'hui que l'arc de Marc Aurèle, une partie des remparts et quelques remplois de colonnes épars dans la médina. Érigé en 163 comme le démontre l'inscription dédicatoire (le titre Arméniaco, vainqueurs des Arméniens, n'est attribué qu'à Lucius Aurelius Verus ; Marc Aurèle ne le portera qu'à partir de 164), cet arc tétrapyle fut construit « à ses propres frais » par Caïus Calpurnius Celsus, un riche magistrat d'Oea. Il est situé près d'un temple consacré au Génie de la Colonie, qui lui est postérieur d'une vingtaine d'années.
L'arc est en marbre grec, ce qui était déjà un luxe à Rome. Placé au carrefour d'avenues de largeurs inégales, il obéit à un plan rectangulaire et possède donc deux façades mineures orientées nord-sud. Contrairement à l'édifice sévérien de Leptis, les arcades ne supportaient pas d'attique mais un dôme ou un kiosque à coupole couronné d'une statue, incertitude qui rend la restitution actuelle discutable. Cette superstructure abrite une coupole à caisson qui repose sur un tambour octogonal. De part et d'autre des voûtes, chacun des pylônes comporte une colonne supportant un retour d'entablement (notamment délicatesse remarquable des feuilles d'acanthe ciselées au pied des fûts), et deux pilastres finement sculptés de rinceaux de vignes.
Sur les façades majeures ornées de Victoires, dans les écoinçons, deux niches contenaient des sculptures de la famille impériale. Il ne reste plus qu'une seule de ces statues (visible au Musée de Tripoli). Chacune de ces niches étaient surmontée d'un médaillon figurant l'une des quatre saisons, rapprochement qui liait les forces victorieuses de l'Empire à celles de la nature. Les façades mineures présentaient un même décor de bas-reliefs qui n'est plus identifiable que du côté nord : des barbares captifs et des trophées que surplombent deux chars triomphaux, l'un monté par Minerve (en haut à droite), l'autre par Apollon (en haut à gauche). Les attelages sont tirés respectivement par des sphinx et des griffons ailés.
Temple au Génie de la Colonie
Son fronton et une partie de son entablement sont visibles au nord-ouest, à quelques dizaines de mètres de l'arc de Marc Aurèle. L'inscription rappelle que ce temple fut dédié en 183-184 par L. Aemilius Frontinus au Génie de la Colonie d'Oea. Le personnage central, avec son manteau drapé par-dessus une haute coiffure cylindrique, personnifie Tyché, la déesse de la Bonne Fortune. De part et d'autre, sont représentés Apollon et Minerve, les dieux protecteurs de la ville. Apollon tient une branche de laurier ; on reconnaît près du dieu le trépied delphique autour duquel est lové son rival terrassé, le serpent Python. Casquée, Minerve porte une lance et un bouclier. Près d'Apollon, l'un des Dioscures (les fils jumeaux de Jupiter et de Léda) retient son cheval. Son frère devait occuper l'autre angle du fronton.

### Leptis Magna
Les sondages américains et italiens donnent de la ville une image d'un urbanisme anarchique, d'une parure monumentale modeste jusqu'à l'apparition, au début du Ier siècle av. J.-C., d'un quadrillage régulier dans la zone du forum.
Leptis, qualifiée de Magna (la grande) pour la distinguer de Leptis Minus en Tunisie, voit son pouvoir administratif renforcé : municipe latin entre 74 et 77, elle devient colonie peu avant 110 sous le règne de Trajan (98-117). Ces promotions, sans doute accordées plus tard à Sabratha et Oea, offrent des avantages économiques mais imposent le devoir de se couler dans un moule « italien » : la cité abandonne la langue punique dans les proclamations et les actes officiels, et renonce à ses dernières particularités constitutionnelles héritées de Carthage. Un nouvel avantage, le droit italique, lui est accordé à titre exceptionnel vers 202 par l'empereur Septime Sévère (193-211), natif de Leptis. Ce privilège qui permet d'échapper à l'impôt foncier est aussi un honneur : le sol de la cité est reconnu égal à celui de l'Italie. En témoignage de leur gratitude, les Lepticiens ajoutent le nom de Septimia à leur ville, se proclament Septimiens et offrent à Rome une importante quantité d'huile d'olive.
À Leptis, le descendant d'une vieille famille d'origine phénicienne, Annobal (ou Hannibal) Tapapius Rufus, assumant les plus hautes charges administratives et cultuelles, Rufus offre en premier lieu à ses concitoyens un marché en l'an 8 av. J.-C. Le type architectural choisi, avec ses halles circulaires, est d'origine italienne ; l'inscription sur la façade bilingue en latin et néo-punique, compris par le peuple. Le texte mêle le nom de Rufus, celui de l'empereur et la mention des prêtres de son culte. Quelques années plus tard, Annobal Rufus, dont la fortune devait être immense, inaugure en 1-2 apr. J.-C., le somptueux théâtre offert aux habitants de Leptis. Il fait installer aux endroits les plus visibles, trois inscriptions à la gloire de l'empereur (il lui dédie le bâtiment) et à la sienne. Le texte bilingue emploie des formules typiquement carthaginoises : la décoration officielle d'« ornateur de sa patrie » et le titre de sufète, magistrat du rang le plus élevé dans les cités puniques. Deux mains liées et le qualificatif, venu aussi du punique, d'« amateur de la Concorde » soulignent ses efforts pour apaiser le parti de ceux qui ne souhaitaient toujours pas entrer dans le monde romain.
- Pour éviter les fraudes, des étalons, gravés puis vérifiés par l'administration, indiquent les mesures justes : coudée punique ; pied romain ; coudée alexandrine et leurs subdivisions.

D'autres Lepticiens laissent des marques de leur évergétisme (générosité publique) : Iddibal Caphada Aemilius érige en 11-12 un marché appelé Chalcidicum en l'honneur de la Vénus de Chalcidique ; une aristocrate fait construire en 35-36 un temple à Cérès dans le théâtre. Ces éléments de bien être offerts par les notables de la vieille élite permettent à toute une société de se sentir partie prenante d'une prospérité générale, sans que pour autant soient reniées la culture ou les dieux puniques antérieurs.
Pendant les dix-huit années du principat de Septime Sévère, de gigantesques travaux modifient la physionomie de Leptis, jusque-là rythmée par les mouvements du vieux forum, par le théâtre ou les Thermes d'Hadrien. Le nouveau schéma urbain débute par le retournement du wadi Lebda et la construction sur son lit asséché d'une voie monumentale de 420 m de long cette composition est fermée au sud par un nymphée et au nord par le port, bordé de môles équipés de larges quais et de hangars.
À côté de la voie triomphale, le forum, flanqué de la basilique, organise l'espace urbain. Avec le grand temple de la famille Sévère trônant à l'opposé de la basilique, le complexe est fondé sur le modèle des forums impériaux de Rome Rome antique. L'énorme place centrale de 6 000 mètres carrés luxueusement pavée de marbre est bordé d'un portique à deux étages reprenant le vocabulaire architectural de la voie monumentale. Les colonnes de cipolin vert y supportent directement les arches, inaugurant un schéma inédit dans l'architecture romaine. Les espaces libres au-dessus sont rythmés par de saisissants médaillons de marbre représentant des têtes de Gorgones, symboles de la victoire impériale, et par quelques déités marines d'interprétation plus délicate (Néréides, déesse syrienne Dercéto (Atargatis) ou personnification du rocher Scylla.
Chacune des villes de l'Empire possédait en annexe du forum une basilique, avec une grande place couverte, servant de protection contre les intempéries, de tribunal où se déroulaient des audiences publiques, le traitement des affaires ou y tenir des réunions. La basilique sévérienne de Leptis comporte une triple nef de 92 m de long. À l'étage un couloir courait le long des murs offrant une tribune supplémentaire pour les spectateurs lors des grands procès. L'espace sobrement décoré de quatre-vingt colonnes superposées en deux files, était fermé à chaque extrémité par des exèdres richement décorées. Les murs accueillant des statues, la rangée de connes ioniques en granit, l'ordre colossal corinthien dans l'axe de la nef, les pilastres de marbre ouvragés sur trois faces qui en marquent les ouvertures. Les pilastres de la basilique de Leptis, aux sculptures profondément creusées par le trépan, annoncent un style « baroquisant » qui connaîtra un grand succès hors d'Afrique.

### Sabratha
Les fouilles britanniques et italiennes donnent une vision plus organisée de l'agglomération ordonnée autour d'une petite rade. La ville du IIe siècle av. J.-C. est déjà le centre important de plusieurs hectares et abrite une nécropole aux riches mausolées punico-hellénistiques. Les recherches y ont mis au jour de modestes stèles funéraires représentant le signe de Tanit dans un tophet (enclos sacré où l'on rendait des sacrifices à cette déesse et à son époux, Ba'al Hammon, couple divin des Carthaginois).

### Cyrène
Vers le sud-ouest, dans la partie du Moyen Atlas qui rejoint le Haut Atlas, se multipliaient dès l'Antiquité, les tighrimin, grandes bâtisses carrées construites autour d'une cour et munies de quatre tours. Ces constructions servaient de magasins collectifs, de refuges et souvent d'habitations temporaires à des groupes de familles nomades ou semi-nomades.

## Religions
La religion libyque, religion des anciens Libyens, était la religion d'origine de la Libye antique. Celle-ci était commune aux populations libyques et était antérieure à la venue des Phéniciens à Carthage.
La religion libyque était polythéiste et comprenait un panthéon fort de nombreuses divinités. La naissance du panthéon libyque s'inscrit dans un contexte général qui tire ses origines du Néolithique.
Parmi les différentes divinités libyques, on peut citer la déesse Athéna, dont le culte, relevé par Hérodote, était très répandu en Libye antique. Athéna était considérée par les historiens antiques tels Hérodote comme étant une divinité d'origine libyenne. Elle était vénérée par les Libyens autour du lac Tritonis et son culte a notamment été relevé à l'ouest de la petite Syrte, près du lac Triton entre l'île de Djerba et le continent. La déesse possédait dans les parages un sanctuaire, d’après le pseudo-Scylax. C’est aussi en Afrique que fut préparée pour la première fois l’égide dont est revêtue la déesse Athéna,.
Le dieu Neptune était aussi vénéré des Libyens. L'historien grec Hérodote affirme que Poséidon, l'équivalent grec du dieu Neptune, a été adopté par les Grecs et qu'à l'origine, il serait un dieu libyen. Il insiste sur le fait que personne ne vénérait Poséidon autant que les Libyens qui diffusaient son culte : « (...) leurs noms viennent des Pélasges ; j'en excepte Neptune, dont ils ont appris le nom des Libyens ; car, dans les premiers temps, le nom de Neptune n'était connu que des Libyens, qui ont toujours pour ce dieu une grande vénération. ».
Le dieu Gurzil (ou Agurzil) était un dieu libyque à tête de taureau, fils d'Amon, et dont le culte est attesté chez les Laguatan de Tripolitaine. Au moment d’engager le combat, les Laguatan lâchaient sur l’ennemi un taureau représentant leur dieu Gurzil. Ce dieu était né de l’accouplement du dieu Amon, sans doute celui de Siwa, et d’une vache. Corippe mentionne la présence d’idoles en bois et en métal chez les Laguatan, qui seraient des images de Gurzil. Le chef des Laguatan, Ierna, était en même temps prêtre de Gurzil.
Le dieu Osiris était lui aussi vénéré en Libye, et selon Budge et d'autres universitaires, il serait d'origine libyenne : « Toutes les sources connues concernant Osiris montrent que c'était à l'origine un dieu de l'Afrique nord-orientale, peut-être de Libye. ».
L'un des dieux les plus importants du panthéon libyque était le dieu-bélier Ammon. Le culte du dieu Ammon, aussi pratiqué en Égypte antique, était d'après plusieurs historiens d'origine libyque avant de se répandre en Égypte.
La déesse Ifru ou Ifri, par la suite adoptée par les Romains et romanisée en Africa, était elle aussi une divinité libyque.
Le panthéon des Dii Mauri (maure et numide) est également un élément important de la religion libyque.

### Chez les populations agricoles et semi-nomades
Outre des divinités étaient aussi vénérés des animaux : Vaches, taureaux, veau, bœufs pour les « populations pastorales » avec sacrifices calendaires ou interdits alimentaires liés à cette viande ; le cheval pour les « peuples équins », avec sacrifice de l'animal souvent pour accompagner le deuil d'un roi ou d'un guerrier ; la chèvre, le bélier pour les « tribus de la chèvre », animal de divination par excellence, sacrifié à la lune ou au soleil, l'été ; Serpent animal sacré depuis la plus haute Antiquité, dans toutes les cultures, il existait en Libye un culte du serpent, Cham était un Grand Prêtre du serpent en Égypte pré-pharaonique et en Libye (culte du Delta lorsqu'il n'était encore qu'un marigot salé). Le Culte du Serpent est toujours relié à un culte de déesse-Mère (peut-être préhistorique) ; Culte au Chacal, le canidé gris-roux du désert Libyen était très aimé et vénéré pour son intelligence, sa rapidité, sa finesse, sa fluidité (animal dédié à la lune comme le Renard); le lion également mais relié au Soleil comme le taureau. Souvent les animaux vénérés sont associés à une divinité, ils l'accompagnent et sont représentés avec elle. Les divinités animales, d'abord seules, puis associées aux dieux, deviendront les animaux totémiques; Il y aura ainsi en Libye des clans ayant pour emblème un animal, les Libou avaient deux lions face à face; il y avait aussi des tribus du chacal (deviendra l'Anubis égyptien), des « tribus du faucon » ou de l'Aigle (futur phénix), etc. animal symbolique du passage vers l'Autre-Monde. Quand il y a des batailles entre une « tribu du lion » et du chacal on dit les choses ainsi ; « le lion et le chacal combattirent et le lion dévora le chacal ou bien « le chacal usa de ruse et battit le lion... » ce qui de nos jours nous est obscur.
À côté des dieux, des animaux, il y a des vénérations qui concernent des objets idolâtrie : c'était le cas du pilier (mât, pieu, tronc). Issu de la Préhistoire, à l'Antiquité il était utilisé pour l'accomplissement du rite (le pilier est comparable à la pierre dressée ailleurs, au Menhir). Le pilier, la grosse pierre sont les éléments primitifs du culte, du temple, de la religion. C'est autour de l'un et de l'autre que peu à peu, tout va se développer. Un hiéroglyphe égyptien dont la forme ressemble à celle d'un pilier est appelé le pilier de Djed ; c'est aussi l'arbre sacré.
Le pilier est toujours un élément central dans de nombreuses régions en Afrique ; En Afrique du Nord, dans la culture berbère il est clairement relié à un rite de fécondité. En Palestine dans le culte de Baal, il y avait un pilier sacré qui était peint et vénéré. À son sommet était placée une hache.
L'agriculture est serait apparue au Proche-Orient il y a environ 10 000 ans. La culture des céréales est arrivée dans le Delta il y a quelque 8 000 ans. La région la plus verte de la Libye aurait été près du Delta (Plateau Libyen). Là se sont développées des cultures céréalières, aux populations agricultrices pratiquant des rites dédiés à la végétation. Ces rites ont pris une importance considérable dans les tribus du IIe millénaire av. J.-C. ; le blé, l'orge et le palmier dans toute l'Afrique du Nord. Le pilier, le pieu sacré (par ailleurs symbole phallique), sont des représentations symboliques de l'arbre.
Les Colchidiens Géorgiens avaient des cérémonies des arbres de mai qu'ils ont importé en Libye dans la région de la Cyrénaïque; les cérémonies du printemps avaient lieu en Anatolie (Asie Mineure), en Judée, en Afrique du Nord, dans presque toutes les régions du monde où la végétation est assez importante, mais elles sont reliées à la région du Croissant fertile, point de départ de toute agriculture).

### Mœurs et pratiques
Plus que les divinités d'importation étrangère, ce qui fait l'authenticité de l'âme libyenne, ce sont ses mœurs et ses pratiques, bien qu'un certain nombre d'entre elles semblent être importées car signalées ailleurs ; ce sont le « Culte du crâne », un « Culte solaire »
bipolaire de source orientale peut-être iranienne, différente du culte solaire du grand voisin égyptien par sa présentation et son mode opératoire.
Cependant, comme les dieux, les rites et pratiques des Libyens antiques sont conformes à l'ensemble des rites de l'époque pratiqués par la plupart des peuples de la Méditerranée antique, dans l'aire culturelle indo-européenne.
On en trouve témoignage chez Hérodote contemporain des Libyens de l'époque :
Sacrifices : « Chez les nomades de Libye, voici comment ils pratiquent un sacrifice : en prémices, ils tranchent l'oreille de la victime et la jettent par-dessus leur demeure (ce qui n'est pas sans rappeler un rite dédié à un dieu de la guerre chez les Scythes d'Asie Mineure) ; après quoi, ils tordent le cou de l'animal. Ils sacrifient au soleil et à la lune seulement (culte solaire), tous les Libyens leur offrent des sacrifices mais les riverains du lac Tritonis en offrent principalement à Athéna et, après elle, à Triton et à Poséidon ».
Cérémoniel : Les Libyennes semblent effectuer leurs cérémonies en poussant un cri caractéristique qu'Hérodote semble ignorer : « Pour moi, les hurlements rituels qui accompagnent les cérémonies religieuses ont aussi la même origine, car les Libyennes en usent fort et d'une façon remarquable (ce sont les you-you d'aujourd'hui) ; en Grèce, cris rituels des femmes dans les supplications aux dieux » (existaient également en Égypte).
Rites funéraires : « Les Nomades ensevelissent leur morts à la manière des Grecs, sauf les Nasamons, qui les enterrent assis et ont bien soin de redresser le moribond à son dernier soupir et de ne pas le laisser mourir couché ».
Rite de l'ocre rouge (succédané du rite du sang) : « Les Gyzantes se frottent au vermillon. » (connu également chez les Guanches des îles Canaries, limite ouest de l'ancienne Libye et dans les tombes de la région du Bosphore, en Russie du Sud, en Allemagne, en Pologne et dans d'autres parties du monde).
Thaumaturgie : « Pour consulter les dieux, ils se rendent à l'endroit où sont ensevelis leurs ancêtres, font une prière et dorment sur la tombe ; les songes qu'ils font leur dictent leur conduite ».
Rite du sang : « Voici comment ils contractent un engagement : l'un donne à boire à l'autre dans sa main et bois ensuite dans la sienne ; s'ils ont un liquide à leur disposition, ils ramassent de la poussière qu'ils lèchent ».

## Loisirs
- Thermes
- Spectacles

## Modes et parures
Le vêtement en Libye antique variait en fonction d'un certain nombre de critères sociaux :
- l'habitat : il y a des costumes citadins et des costumes ruraux ;
- la langue : on pouvait naguère encore noter des différences vestimentaires entre ethnies, groupes, clans (un peu à l'image des Tartan) ;
- la condition : souvent indiquée par la manière de porter le vêtement ;
- la classe sociale.

### Un commerce à travers toute la Méditerranée
Le vêtement le plus recherché durant l'Antiquité par les cours royales était la nebula, pièce de tissu extrêmement fine (capable de passer dans une bague du petit doigt d'une femme) presque transparente très prisée des Égyptiennes. On la faisait venir par bateau de Ceylan. Les toges et tuniques de laine blanche, de cotonnade souple en provenance d'Égypte ou de byssus de Palestine faisaient l'objet d'un trafic routinier dans toute la Méditerranée (On s'en servait également pour embaumer de grands personnages). Les Colchidiens venus de l'actuelle Géorgie, ont importé en Égypte et en Libye le lin dit sardonique ou lin de Colchide. Cos, une île de la mer Égée, mit au point l'art de filer le bombyx et de tisser la « bombycine ». Le « voile sérique », le lin en plus du coton était connu des Romains. La pourpre rouge « couleur de sang coagulé » fut longtemps la couleur sacerdotale utilisée par les Hébreux, puis, elle devint la couleur des empereurs et des hauts personnages, elle venait de Tyr et de Sidon. Il existait également la pourpre violette, la pourpre rouge « cramoisi », la pourpre à bouche saignante ou « sang de Turc ». Chez les patriciens romains la toge longtemps blanche, s'orna d'une bande de pourpre à l'ourlet, rayure d'écarlate et bande de pourpre aussi pour les augures. On orna pour le plaisir d'orner. L'Antiquité est le plaisir des mains, la trouvaille des mains. On a encore le réflexe glaneur de ses ancêtres, mais telle Pénélope attendant son Ulysse, la femme libyenne, coud, tisse, file, a des audaces de styliste. D'ailleurs on le remarquera les Berbères ont gardé malgré le ravitaillement qui en Libye arrive toutes les semaines, l'habitude d'utiliser ce que donne l'animal, gratuitement, la laine du mouton, la peau de la chèvre, ce qui peut se faire par soi-même, sans être dépendant de la loi du marché, des pirates qui en Méditerranée pullulent ou des naufrages.
Le textile de base du vêtement en Afrique du Nord est depuis toujours la laine ; elle était filée et tissée près du foyer, on établit une distinction nouvelle : la classe sociale.

### Aristocratie libyenne
L'aristocratie libyenne est discrète et peu dispendieuse mais elle demande un minimum de considération sur la route maritime qui longe l'Afrique du Nord jusqu'en Espagne d'un côté et en Syrie de l'autre. Une fois par semaine donc on y dépose des paquets contenant de l'encens, des résines odorantes, du vin, des fourrures de Cappadoce, des épices, vases murrhins de Perse, de la marqueterie, mais aussi des tissus, cheveux indiens pour postiches, des perles, du corail, diamants, béryls, agates, cornalines, des coquillages, etc.; les importantes communautés juives et indiennes d'Alexandrie et de Carthage, ainsi que de nombreuses colonies sur les deux rives de la Méditerranée servent d'intermédiaires dans ce commerce, au bout de la mer Rouge ce sont les Sabéens, les Nabatéens qui traitent avec les Indiens et les Chinois. Les Syriaques avec l'Anatolie, la Judée, le Mittani, Élam, Babylone, etc. Les villes de teinturiers sont en Syrie, en Phénicie (Tyr), en Espagne, à Pouzzole (Italie), en Grèce, à Hermione en Argolide, Salone, Cissa, Aquilée dans l'Adriatique.Palmyre et Pétra sont les routes terrestres.

### Populations agricoles et semi-nomades
Autrefois, les paysans des régions montagneuses portaient d'amples tuniques de laine rayée grise et noire avec de fausses manches et des fentes à la hauteur des manches, qui permettent de dégager les mains rapidement.
Les paysans de l'Atlas marocain portaient l'aknif, une cape de laine brune ornée au dos d'un grand motif ovale rouge-orangé. Le costume des femmes était composé autrefois d'une pièce de laine enroulée sous les bras et entourant le corps jusqu'à mi-jambe, d'une courte cape de grosse laine fixée à cette robe par des fibules et d'un vêtement de reins allant de la ceinture aux chevilles. cette courte cape de laine était autrefois une peau de chèvre noire, poils tournés vers l'extérieur, utile protection contre l'eau suintante des outres ramenées de la fontaine : son nom en berbère aigiu, la peau, dont les Grecs, selon Pausanias, ont fait l'égide d'Athéna, cette déesse libyenne. Aujourd'hui avec les robes de cotonnade, l'égide est remplacée, dans les régions où l'outre est utilisée, par une simple plaque de liège.
- La pratique des thermes et l'existence d'un ordre sacerdotal entraînent des pratiques bien spécifiques : massages, cataplasmes, épilation du corps, rasage du crâne (prêtres), actes de purifications (eau, fumigations d'encens parfumés), coupure des ongles, jeûne (comme leurs voisins égyptiens).

### Période grecque
Un mode vestimentaire éprouvée et venue du fond des âges...
Le costume « berbère » fut dès la fin du Néolithique, avec la connaissance des plantes tinctoriales, très coloré, auquel s'associeront à l'Antiquité et sous l'influence grecque, des robes de cotonnades et de laine fines immaculées ou blanc cassé, sobrement égaillées de plumes, de fleurs odorantes dans les cheveux, de colliers tressés d'herbes aromatiques, peaux d'origines diverses ; chèvre, serpent, du cuir comme tous les gens du bœuf, le tout accompagné de signes tracés à l'ocre rouge sur les visages et les bras.
Le costume de l'homme était plus sobre. Sa tête était recouverte d'un turban (pièce fine de cotonnade) dont le mode d'enroulement et le port varient d'un groupe à l'autre. Le turban est un style de couvre-chef extrêmement ancien, on en trouve la description dans des vestiges de Bactriane du VIe siècle avant notre ère. Le burnous n'existait pas encore à l'Antiquité. L'homme libyen portait une sorte de pagne ou toge courte d'après Hérodote comme la plupart des Libyens, auquel il associait une grosse ceinture de force en cuir.

### Aristocratie
Les nobles portaient des capes en peau de bête. La peau faisait l'homme, le chef. Il y avait ainsi le clan des lions, des chacals, du léopard, des faucons (plumes), etc. Le roi portait en plus d'une cape de fourrure, une couronne faite d'un simple anneau d'argent ciselé, des bracelets, des bagues. Les capes étaient fermées par des fibules.
On n'omettra pas que sous influence grecque et peut-être à l'image de la divine Athéna les cheveux pouvaient présenter des chignons compliqués et volumineux, des tresses savamment agencées et piquetées de broches et de pinces en argent. Le front ceint d'une fine bande de tissu ou de paille tressée à la mode des Athéniennes.
On trouve grâce à Hérodote, un témoignage exceptionnel des mœurs et de l'habillement des Libyennes antiques : « Le costume de l'égide qu'on voit en Grèce aux statues d'Athéna sont inspirés des vêtements des Libyennes, bien que le costume des Libyennes soit de peau, et la frange de leur égide faite de minces lanières de cuir au lieu de serpent ; le reste est pareil. D'ailleurs, le nom montre bien que le costume des statues de Pallas vient en Libye : les Libyennes portent sur leur robe une égée, peau de chèvre rasée, garnie de franges et teinte de rouge, dont les Grecs ont tiré le mot égide [...] À l'ouest du fleuve Triton, après les Auses, viennent désormais des Libyens qui cultivent le sol et ont des maisons ; ce sont les Maxyes, qui laissent pousser leurs cheveux sur le côté droit de la tête et les rasent sur le côté gauche, et qui se frottent le corps de vermillon. [...] Les Gyzantes se frottent de vermillon. [...] Les Machlyes sur les bords du lac Tritonis laissent pousser leurs cheveux sur la nuque, les Auses sur le front [...] Les femmes des Adyrmachides des anneaux de cuivre à chaque jambe ; elles laissent pousser leurs cheveux [...] Les gindanes dont les femmes portent aux chevilles un grand nombre d'anneaux de cuir qui ont, dit-on un sens particulier ; chacun représente un homme auquel la femme s'est unie. Celle qui en a le plus et la plus estimable à leurs yeux ».
On sait également grâce au témoignage d'Hérodote que les Libyennes pouvaient porter l'armure : « Le peuple désigne la fille la plus belle, qu'on promène en char, parée d'un casque corinthien, et d'une armure complète à la Grecque [...] Quel costume avaient ces filles avant l'arrivée des Grecs dans leur pays ? Je l'ignore, mais je suppose qu'elles portaient des armures égyptiennes, car je tiens que la Grèce a reçu de l'Égypte le casque et l'armure ».

### Période romaine
Un voile léger, le plus transparent possible et de couleur vive, recouvrait le corps. Le visage pouvait être maquillé chez les aristocrates, parfois de triple ascendance libyenne, grecque et romaine, les sourcils recouverts d'un trait noir fait au charbon, ou de vermillon, les yeux ourlés de khôl ou de bleu, de vert, comme c'était la mode chez leurs richissimes voisines égyptiennes et dans bien des cours d'Orient et à Rome ou en Étrurie, ou en Phénicie. Sur la côte, la mode n'était pas au bronzage, l'apparat du seul éphèbe grec habitué aux compétitions olympiques et de la bergère, on se passe le visage à la poudre blanche, à la craie et l'on reste sagement à l'ombre.
Populations agricoles et semi-nomades
Dans la campagne au contraire, les Libyennes affichent un teint rougeâtre à brun que soulignent des traits fait de poudre de calcaire pilée, adjoint d'huile de figuier, d'argan ou d'olive, de charbon, de vermillon, d'ocre rouge. Des masques au sisymbrium, plante recherchée dans tout l'Orient, adjoint d'huile d'olive, d'argan, de figues sauvages sont utilisés pour embellir la peau. Les joues et les lèvres sont frottées au vermillon. Les couleurs sont très vives, du bleu, du vert sur les paupières (poudres minérales) à l'image de leurs voisines égyptiennes.
Les cheveux longs, épais, lisses ou bouclés, souvent châtains, parfois bruns ou blonds sont graissés d'huile d'olive, d'argan, de beurre fondu, d'urine de vache (« teinture » pour cheveux blonds). On se parfume aux fleurs fraîches ou aux plantes aromatiques, on les mâche même longuement pour parfumer la bouche. On fait des poudres que l'on pile dans un mortier, on y adjoint des huiles et on se frictionne le corps. Les Berbères ont conservé de cette époque une connaissance des plantes inégalée sur le continent. À ceci s'ajoute la pratique du tatouage particulièrement chez les populations nomades et guerrières, les Libyens se tatouent au henné depuis la fin du Néolithique (tatouages esthétiques et médicaux). Aux alentours du IVe siècle apparaît l'indigo qui est fourni par les Perses depuis ses provinces les plus reculées en Inde. Les Vandales et les Goths présentent des tatouages noirs sur l'ensemble du corps et parfois la figure elle-même est peinte en noir en période de guerre (Vandales auxquels on adjoindra quelques éléments alains, assez familiers de cette pratique). Le cerclage des crânes n'est pas ignoré, il est pratiqué par les Goths. Ceci modifie l'aspect du visage, celui-ci parait oblong, le front et le sommet du crâne étant projetés vers l'avant. Plumes d'autruche, lanières de cuir, et bracelets de force complètent la panoplie du combattant libyen.
Toute population confondue
Les bijoux comprenaient des colliers ou des pendeloques d'argent se mêlant à des morceaux de corail ou de pâte parfumée à base de clous de girofle ; des boucles d'oreilles, des fibules, des bracelets de poignets, des ceintures, des bracelets de chevilles et, parfois, des diadèmes ; tous avaient une signification symbolique et variaient de façon sensible d'une région à l'autre. Ils étaient d'argent dans certains massifs berbères, ou en cuivre. De nos jours encore, le poids des bijoux d'argent que portait encore la jeune mariée kabyle au XIXe siècle pouvait atteindre 10 kg.
Une étude du symbolisme des bijoux a montré l'importance dans ces sociétés du bijoutier, iheddaden el-fetta, les forgerons de l'argent (quelquefois aussi armuriers), dont les migrations ont importé des techniques de l'Inde à Carthage, puis de Carthage à la Libye, ainsi que l'apport sans doute de certains captifs, entraînés par les Peuples de la mer et l'apport possible des Goths et des Vandales.